# Casal d'Aragó

Armes heràldiques de la casa reial d'Aragó, provinents de l'emblema personal de Ramon Berenguer IV: «Ramon Berenguer comte de Barcelona, quart del seu nom, […] Mai no va voler ser anomenat rei, sinó administrador del regne, ni canvià les armes comtals, i àdhuc el senyal reial és aquell que era del comte de Barcelona».

Casal d'Aragó és la denominació històrica que adoptà el llinatge dels comtes de Barcelona quan esdevingueren reis d'Aragó. Si fins al 1162 els descendents de Guifré el Pilós, el casal de Barcelona, havien tingut com a feu amb la dignitat (títol) més important el comtat de Barcelona, en esdevenir reis d'Aragó i ocupar el casal de Barcelona la casa reial d'Aragó, adoptaren com a propi el nom del seu feu amb la dignitat (títol) més important: el Regne d'Aragó. A partir d'aleshores Aragó va ser el cognom del seu llinatge —cognom Aragó— i per tant, la denominació del seu casal —casal d'Aragó—, tal com manifestà el rei en Pere III el Cerimoniós: «regne Darago lo qual regne es títol e nom nostre principal». Tanmateix, no tenim cap mostra documental de l'ús del cognom d'Aragó fins al regnat de Pere II el Gran.

## Del casal de Barcelona al casal d'Aragó

### La mort del rei Alfons d'Aragó
Serà amb la unió d'aragonesos i catalans sota el regnat de la dinastia del casal de Barcelona quan el Regne d'Aragó i el comtat de Barcelona assoliran les més altes cotes de poder i reputació. El Regne d'Aragó, convertit en cap de la Corona d'Aragó, obtindrà una àmplia sortida al mar i al comerç marítim; i el comtat de Barcelona obtindrà una base territorial i de poder indiscutible. Gràcies a aquesta unió, la Corona d'Aragó aconseguirà per una banda disputar l'hegemonia política de la península Ibèrica a la Corona de Castella, i per l'altre el domini de la Mediterrània al Regne de França i a les repúbliques marítimes italianes.

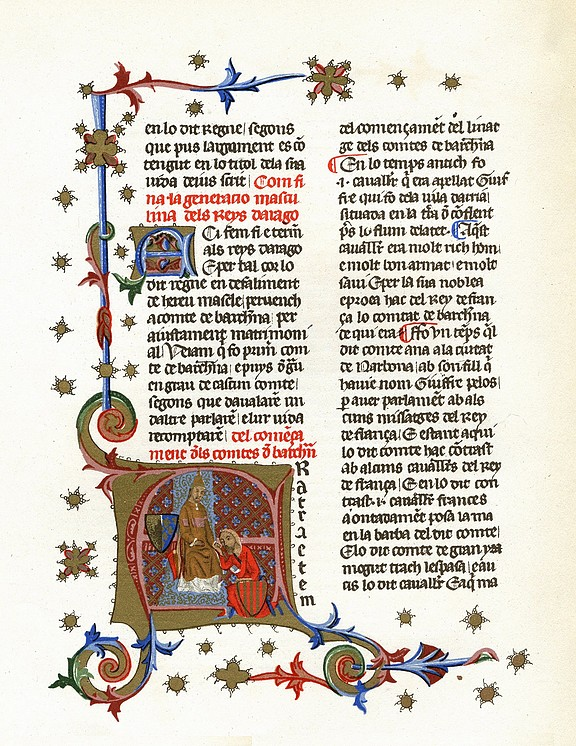
Cròniques dels reis d'Aragó e comtes de Barcelona, capítols i :
«Com fina la generació masculina dels reis d'Aragó: Ací fem fi e terme als reis d'Aragó. E per tal com lo dit regne, en defalliment d'hereu mascle, pervenc a comte de Barcelona per ajustament matrimonial, vejam qui fo primer comte de Barcelona, e puis de grau en grau de cascun comte, segons que davallaren un d'altre, parlarem e llur vida recontarem.
Del començament dels comtes de Barcelona: Ara tactem del començament del llinatge dels comtes de Barcelona. En lo temps antic fo un cavaller qui era apellat Guifré qui fo de la vila d'Arrià […] el dit comte anà a la ciutat de Narbona, ab son fill qui havia nom Guifré Pelós, per haver [...]»
(ms. nº 17, f.24r)

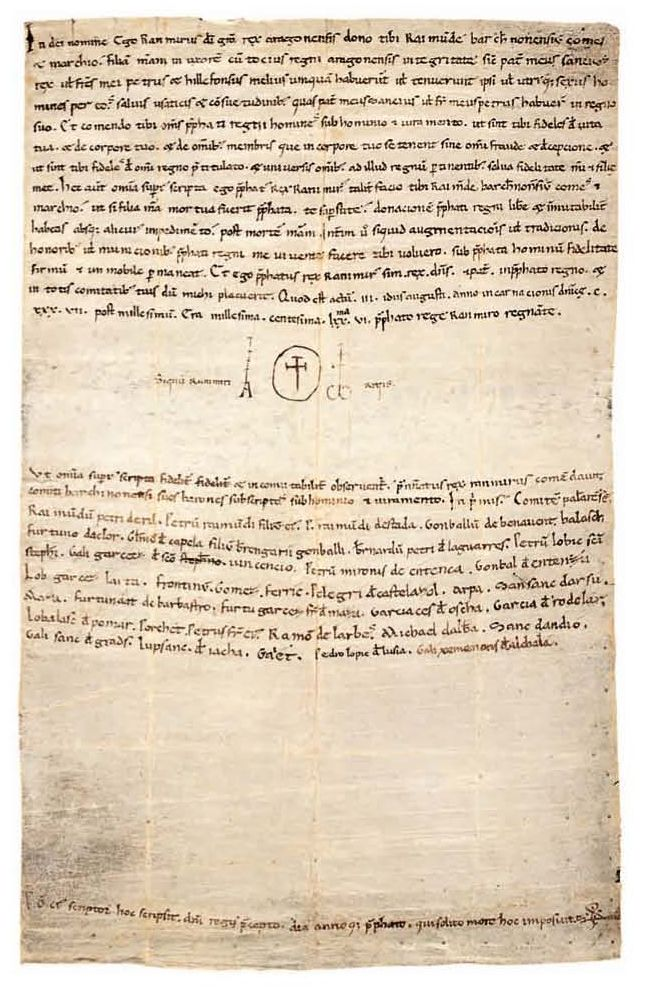
Als Capítols matrimonials de Barbastre de l'11 d'agost del 1137 es pactà el matrimoni entre el comte de Barcelona Ramon Berenguer IV i la reina Peronella d'Aragó, que concebrien un fill i successor comú pels seus territoris i que suposà també el naixement de la Corona d'Aragó.
(ACA, Perg. RBIV, car. 35, núm. 86)

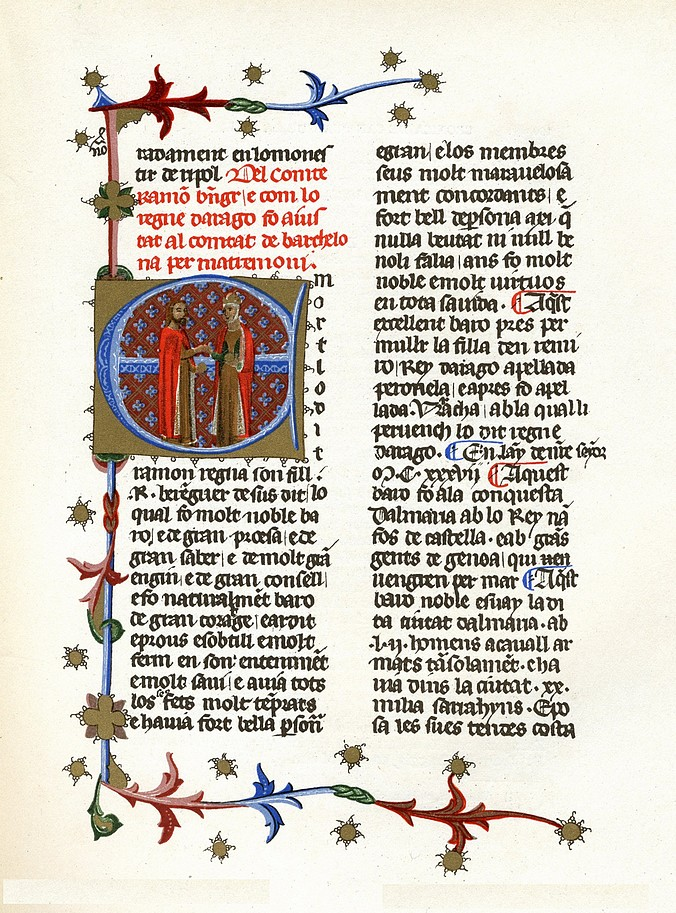
Íncipit i Caplletra E de les Cròniques dels reis d'Aragó e comtes de Barcelona: «Del comte Ramon Berenguer e com lo regne darago fo ajuntat al comtat de Barcelona per matrimoni. E mort lo dit […] E aquest excelent baro pres per muller la filla den remiro rey darago apellada Peronella e apres fo apellada Urraca amb la qual li pervench lo dit regne darago.» (ms. nº 17, f.24r)

El complex procés successori que desembocà en l'adveniment del casal comtal de Barcelona a la casa reial d'Aragó té el seu origen en el Testament d'Alfons I d'Aragó. El rei Alfons I d'Aragó el Batallador redactà el testament l'octubre del 1131 durant el setge de Baiona, i el ratificà novament el 4 de setembre del 1134. El testament s'inicia amb la donació d'algunes tinences a diversos monestirs i catedrals; seguidament procedeix a donar la totalitat del Regne d'Aragó, «A aquests tres concedeixo tot el meu regne», als ordes militars existents aleshores i de recent creació: orde de sant Joan de Jerusalem, orde del Temple de Salomó i orde del Sant Sepulcre de Jerusalem. Segons l'historiador Antonio Ubieto, el testament és fruit de l'avançada edat del rei i de l'estat psicològic de «decrepitud mental i física».

### Invasió castellana i proclamacions de Ramir a Saragossa i de Garcia a Pamplona
El rei Alfons I d'Aragó el Batallador morí el 7 de setembre del 1134, poc després de la derrota aragonesa en el setge de Fraga; aquest fet provocà el pànic al Regne d'Aragó i, temerosos d'una possible contraofensiva almoràvit, els cristians despoblaren les terres de Barbastre i les del sud de Daroca, provocant que la línia fronterera amb les terres musulmanes retrocedís als límits del segle anterior. El testament del rei Alfons I d'Aragó bloquejava qualsevol possible resposta organitzada, perquè resultava impossible que els ordes militars de Jerusalem es posessin al capdavant de la governació dels regnes d'Aragó i de Pamplona; per agreujar aquesta caòtica situació, els més prominents rics-homnes d'Aragó havien actuat com a testimonis del testament del rei Alfons I d'Aragó i, per tant, havien jurat acatar-lo, fet que els impossibilitava per a prendre qualsevol iniciativa contrària a les disposicions testamentàries del difunt rei sense trencar el seu jurament. La iniciativa la prengueren un reduït nombre de nobles aragonesos de Jaca i Barbastre que no havien participat en el setge de Baiona, durant el qual el rei Alfons I d'Aragó havia fet el seu testament, raó per la qual aquests estaven lliures del jurament d'acatar les voluntats del difunt rei.
L'11 de setembre del 1134, tan sols quatre dies després de la mort del rei, els habitants de Jaca, reunits a Osca, reconegueren el bisbe Ramir, germà del difunt rei Alfons, com a nou rei d'Aragó. Aquest atorgà carta de franquícia a tots els francs pobladors d'Osca, i signà com a rei. El bisbe Ramir sortí del monestir entre finals de setembre i principis d'octubre i passà a la vila d'Alagó, per entrar finalment a Saragossa; entre els seus valedors principals hi havia els bisbes d'Osca Arnaldo Dodon, el de Saragossa García Guerra de Majones, i el de Tarassona Miguel Cornel, el comte d'Urgell i senyor de Bolea Ermengol VI, el comte de Pallars Artau III, el senyor d'Osca i Alquézar Fortun Galíndez, Castan de Biel, el senyor d'Ayerbe Martín Galíndez, el senyor d'Olalla Férriz, el senyor de Calatayud i Ricla Lope López, el senyor de Turbena Rodrigo Pérez, el senyor de Montagut Pero Tizón, i el senyor de Cascante i Arguedas Johan Díez. A Saragossa estant, el rei Ramir II d'Aragó jurà els privilegis de la catedral.
Per contra, la noblesa navarresa es mostrà disconforme amb l'elecció de Ramir, atès que el consideraren incapaç de defensar la terra contra el rei de Castella, qui pocs dies després de la mort d'Alfons I d'Aragó havia posat setge a Vitòria, pres alguns llocs del Regne de Pamplona i es preparava per envair el Regne d'Aragó. El bisbe de Pamplona Sancho de Larosa i els cavallers Ladrón Íñiguez Vélez, Guillén Aznárez d'Oteiza i Ximeno Aznárez de Torres, escolliren un descendent del rei Garcia Sanxes III de Pamplona, Garcia Remírez, com a nou rei, tot i no comptar amb la conformitat dels aragonesos.
Per la seva part el rei Alfons VII de Lleó s'havia proclamat legítim successor del difunt rei Alfons I d'Aragó, i havia ocupat tota la riba dreta de l'Ebre envaït el Regne de Pamplona i el Regne de Saragossa. El rei castellanolleonès ambicionava la possessió de l'extens Regne de Saragossa i adduïa la tinença que li havia atorgat el difunt rei Alfons I d'Aragó; la invasió castellanolleonesa fou justificada en la Chronica Adefonsi Imperatoris per motius de seguretat davant l'eventual ofensiva almoràvit i hauria estat confirmada per l'aclamació popular dels saragossans, tot i que l'historiador aragonès Antonio Ubieto considera que la crònica castellana «és una versió interessada i parcial». L'ofensiva castellanolleonesa provocà la retirada de Saragossa del rei Ramir II d'Aragó i els seus fidels, passant a primers d'octubre que passaren a Calatayud, i després al monestir de Sant Joan de la Penya.
El desembre del 1134 el rei lleonès entrà a Saragossa com a rei i senyor; allí hi confirmà les concessions dels antics reis d'Aragó. Antonio Ubieto sosté la hipòtesi que la invasió castellanolleonesa podria haver estat fruit d'una petició d'auxili feta pel bisbe García de Majones, i que la presència d'Alfons VII de Lleó durant el nadal del 1134-1135 suposava «el fracàs per a l'establiment d'una monarquia teocràtica al Regne d'Aragó». El rei lleonès convocà a Saragossa a gran quantitat de prohoms, àdhuc alguns que havien estat amb Ramir II d'Aragó; d'entre els convocats hi destaquen el comte de Barcelona i cunyat del rei lleonès Ramon Berenguer IV, el comte d'Urgell i senyor de Bolea Ermengol VI, el comte de Tolosa i cosí del rei lleonès Alfons Jordà, el comte de Foix Roger III de Foix, el comte de Pallars Artau III, el comte de Comenge Bernat II, el comte Rodrigo González i el senyor de Montpeller Guilhèm VI.

### Ramir queda aïllat: pacte entre navarresos i castellans
A finals de desembre del 1134, tres mesos després de la mort del rei Alfons, la situació política a la qual s'enfrontava el rei Ramir era extremadament delicada; mancat de suport, tan sols havia aconseguit el reconeixement del Regne d'Aragó, que l'havia proclamat rei Ramir II d'Aragó, mentre que el Regne de Pamplona havia proclamat rei a Garcia Remírez i el Regne de Saragossa havia estat envaït per les tropes lleoneses d'Alfons VII de Lleó. A més i per la seva condició eclesial, el bisbe Ramir no podia contraure matrimoni i engendrar un successor. Davant d'aquesta tessitura, el bisbe Ramir optà per aliar-se amb Garcia Remírez i poder fer front a Alfons VII de Lleó.
Anà fins Pradilla amb els prelats i ricshòmens que li eren fidels, on es reuní una delegació d'ambdues parts: dels aragonesos el cavaller Cajal, Férriz de Huesca i Pero d'Atarés; dels navarressos Ladrón Íñiguez Vélez, Guillén Aznar d'Oteyza, i Ximeno Aznar de Torres. Es reconegueren les fronteres del Regne de Pamplona amb les del Regne d'Aragó i després, el gener del 1135, es segellà el pacte entre ambdós bàndols amb l'Afillatura de San Andrián de Vadoluengo (1135), mitjançant la qual els proclamats reis Ramir II d'Aragó i rei Garcia V de Pamplona s'afillaven mútuament, acordant que el que sobrevisqués més temps heretaria les possessions del difunt. Després del pacte amb el navarrès, el rei Ramir II es refugià al castell de Montclús, a les muntanyes del Sobrarbe, on signava com a rei d'Aragó, Sobrarbe i Ribagorça, tenint com a vassall a Garcia Remírez, a qui reconeixia com a rei de Pamplona.
La reacció d'Alfons VII de Lleó no es feu esperar i davant de l'aliança navarro-aragonesa el rei Alfons VII de Lleó oferí a Garcia V de Pamplona una nova aliança contra Ramir II d'Aragó, mitjançant la qual el rei lleonès li oferia la ciutat de Saragossa en vassallatge. Aquest fet provocà que el maig del 1135 el navarrès trenqués el pacte amb Ramir II d'Aragó, l'afillatura quedés sense efecte, i es reprengués la guerra fronterera entre aragonesos i navarresos. Havent consolidat la seva posició a Saragossa, el rei lleonès retornà als seus dominis, i el 26 de maig del 1135 es feu coronar a la catedral de Lleó, Imperator totius Hispaniae (Emperador de totes les Espanyes).
Havent quedat novament aïllat, Ramir II d'Aragó aprofità la marxa d'Alfons VII de Lleó per endegar una intensa activitat diplomàtica. Primerament amb la firma d'una treva amb el governador almoràvit Yahyā ibn Ali ibn Ġānīya, vencedor en el setge de Fraga (1133-1134); amb aquest pacte desapareixia el motiu clau amb què Alfons VII de Lleó havia justificat la invasió del Regne de Saragossa. Seguidament Ramir II d'Aragó denuncià davant del Papa la invasió lleonesa, recordant que els reis d'Aragó eren feudataris del sant pare de Roma des de Sanç I d'Aragó i Pamplona, i que la intromissió d'Alfons VII de Lleó suposava la mutilació dels regnes del seu difunt germà Alfons I d'Aragó. Finalment el rei Ramir II d'Aragó passà a sotmetre, quan no eliminar, els nobles aragonesos que s'havien declarat fidels al rei lleonès; aquesta repressió contra la noblesa aragonesa deslleial suposà l'origen de la Llegenda de la Campana de Huesca. L'11 de setembre del 1135 Ramir II d'Aragó confirmava els Furs de Jaca donats pel seu pare Sanç Ramires, rei d'Aragó i Pamplona, i atorgava als seus habitants la franquesa principal que tenien els burgesos de Montpeller; en l'acte hi aparegueren com a testamentaris el bisbe d'Osca Arnlado Dodon, el bisbe de Saragossa García Guerra de Majones, i el bisbe de Tarassona Miguel Cornel.

### Matrimoni de Ramir, naixement de Peronella i aliança amb els castellans
Però Ramir II d'Aragó, totalment acorralat pel pacte entre castellans i navarresos, la inacció de Papat, la mutilació dels regnes d'Aragó i la defecció de part de la noblesa aragonesa, fou forçat a fugir d'Aragó. Ramir II demanà auxili al comte Ramon Berenguer IV de Barcelona, qui el protegí i l'allotjà a Besalú on, tal com recull Antonio Ubieto, parlava de la «seva condició d'exiliat». L'auxili de Ramon Berenguer IV de Barcelona, fill del comte Ramon Berenguer III de Barcelona el Dux Catalanensis i Rector Catalanicus hostes, resultaria decisiu per tal que finalment Ramir II d'Aragó pogués recuperar el Regne d'Aragó i expulsar les tropes castellanes i navarreses.
Havent perdut el Regne de Saragossa durant el setembre, i havent de fugir del Regne d'Aragó per refugiar-se a Besalú durant l'octubre del 1135, l'única sortida viable que li restava a Ramir II d'Aragó si volia recuperar el regne era la d'abandonar la seva condició eclesiàstica, casar-se i concebre un descendent. L'escollida fou Agnès de Poitiers, de la casa ducal d'Aquitània i filla de Guillem IX d'Aquitània, qui havia lluitat al costat del difunt rei Alfons I d'Aragó en la batalla de Cutanda. Agnès era vídua des del 1127 i era de reputada fertilitat per haver tingut diversos fills mascles. Pactat el matrimoni, Ramir II d'Aragó pogué retornar al Regne d'Aragó i casar-se a Jaca el 13 de novembre del 1135; però 9 mesos després, l'11 d'agost del 1136, naixia no un hereu mascle, sinó una femella, la futura reina Peronella I d'Aragó.
Finalment, després de passats pràcticament 2 anys de la mort del rei Alfons I d'Aragó, la Santa Seu intervingué en l'assumpte de la successió. En una butlla datada el 10 de juny del 1136, el sant pare Innocenci II ordenà a Alfons VII de Lleó l'acompliment del Testament d'Alfons I d'Aragó (1131), doncs volia que arribessin als ordes militars de Jerusalem la tercera part de les rendes de les terres del difunt rei Alfons I d'Aragó: el Regne d'Aragó, el Regne de Saragossa, el comtat de Ribagorça i el comtat de Sobarbre.
Si la intervenció de la Santa Seu complicava la successió, el naixement d'una filla en lloc d'un mascle, Peronella, dificultava encara més la successió a través de Ramir II, doncs la butlla suposava que la Santa Seu rebutjava el casament canònic d'un bisbe, fet que deslegitimava a Peronella I d'Aragó. Antonio Ubieto apunta que la butlla d'Innocenci II provocà la separació entre Ramir II d'Aragó i Agnès de Poitiers, ja que a partir d'aleshores desapareix de la documentació, documentant-se des del 1141 el seu retir al monestir de Santa Maria de Fontevrault (França). Davant d'aquesta eventualitat, Ramir II d'Aragó i Alfons VII de Lleó signaren el Tractat d'Alagón (1136), mitjançant el qual acordaven el casament de Peronella amb Sanç de Castella, primogènit d'Alfons VII de Lleó; en virtut d'aquest tractat que implicava el casament de Peronella, aquesta s'havia de passar a anomenar Urraca. A canvi el rei lleonès cedia la sobirania efectiva del Regne de Saragossa a Ramir II d'Aragó, qui al seu torn en cedia el control i la defensa a Alfons VII de Lleó.

### L'adveniment de la casa comtal de Barcelona a la casa reial d'Aragó

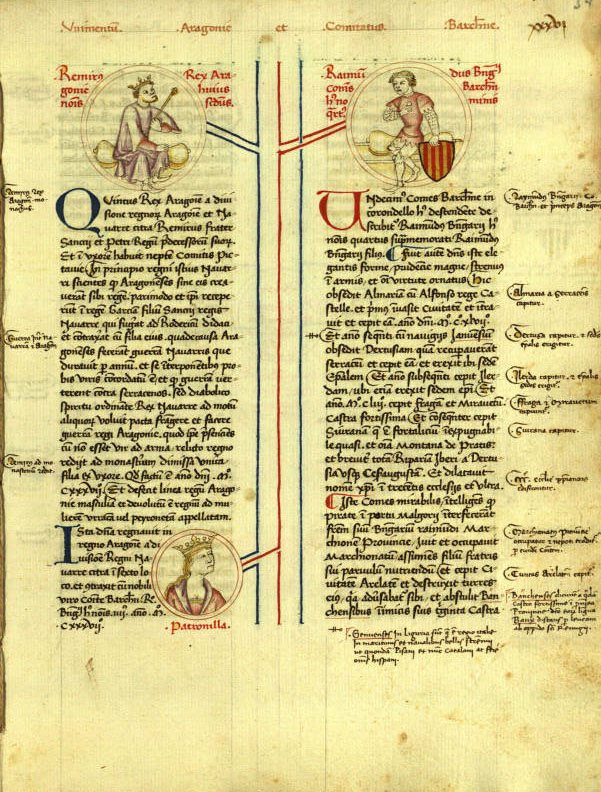
Genealogies dels comtes de Barcelona; continuades per l'arxiver Jaume Garcia i per Pere Miquel Carbonell.

### Els ordes militars cedeixen els regnes d'Aragó a Ramon Berenguer IV de Barcelona
Però quedava pendent de resolució la qüestió dels drets sobre el Regne d'Aragó, el Regne de Saragossa, el comtat de Ribagorça i el comtat de Sobrarbe que els ordes militars exigien en virtut del Testament d'Alfons I d'Aragó (1131) i que la butlla del sant pare Innocenci II del 10 de juny del 1136 refrendava. Una de les prioritats de Ramon Berenguer IV de Barcelona fou resoldre aquests drets. Primerament s'obriren negociacions entre el comte i representants de l'orde de l'Hospital de Sant Joan, i el 16 de setembre del 1140 s'arribà a un acord mitjançant el qual el gran mestre de l'orde de l'Hospital Raymond du Puy cedia a la persona del comte Ramon Berenguer IV de Barcelona i al seu successor (damus et concedimus tibi, supradicto comiti Raimundo barchinonensi, tueque cuncte progeniei), la tercera part dels regnes d'Aragó que els corresponia en virtut del testament d'Alfons I d'Aragó, a canvi que aquest concedís als hospitalers drets a construir esglésies i comandes en diverses poblacions dels seus territoris, amb la condició que si Ramon Berenguer IV de Barcelona moria sense descendents, els dits territoris retornarien a l'orde de l'Hospital.
Un tractat similar es negocià amb l'orde del Sant Sepulcre de Jerusalem, arribant-se a un acord amb Guillem, patriarca de Jerusalem, i Pere, prior de l'orde, mitjançant el qual l'orde cedia a la persona del comte Ramon Berenguer IV de Barcelona els seus drets el 29 d'agost de 1141 (eiusdem, tibi, Raimunde, venerande barchinonensium comes). Un acord similar es va obtenir amb l'orde del Temple de Salomó en la concòrdia de Girona de 27 de novembre de 1143; a canvi, una cinquena part de les noves conquestes als musulmans, si l'orde hi participava, serien per al Temple. Aquestes cessions al comte Ramon Berenguer IV de Barcelona foren confirmades el 24 de juny del 1158 per una butlla del sant pare Adrià IV. Per a l'historiador Antonio Ubieto, els acords de cessió dels ordes militars s'emmarquen en un període de necessitats econòmiques d'aquestes, i amb el suport del Papat, varen veure l'ocasió d'obtenir el seu establiment a Aragó i Catalunya invocant el testament d'Alfons I d'Aragó.

### El llinatge dels comtes de Barcelona: el casal d'Aragó

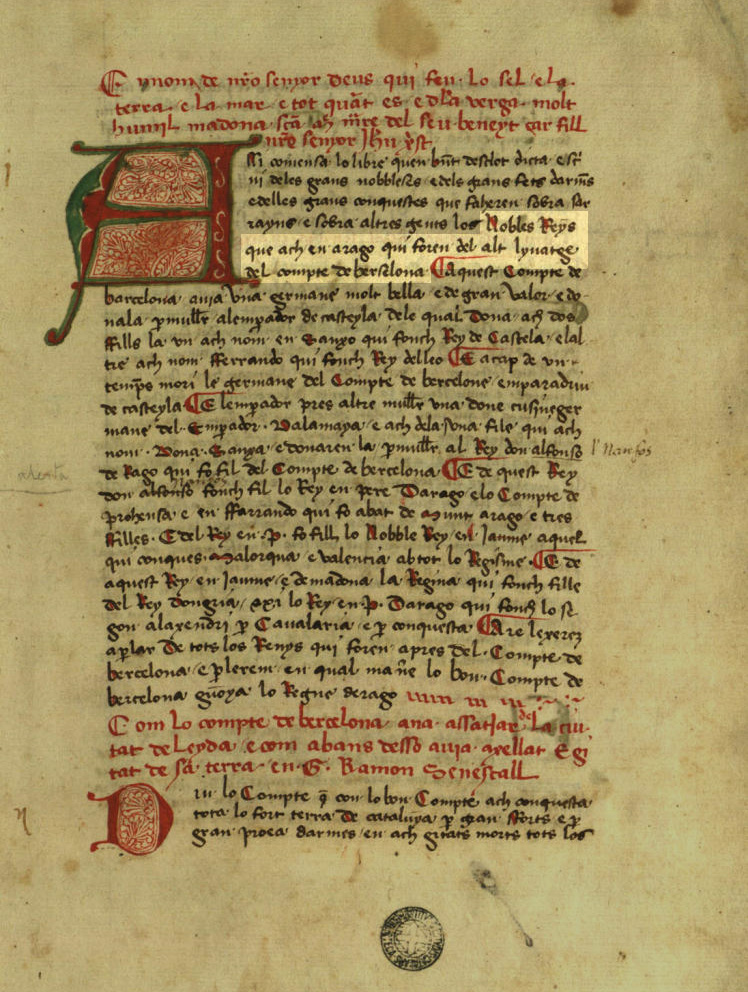
"los nobles reys que hac en Aragó qui foren del alt linyatge del comte de Barcelona"
Crònica de Bernat Desclot
(Còdex del 1350-1450, Ms. 1),
Biblioteca de Catalunya

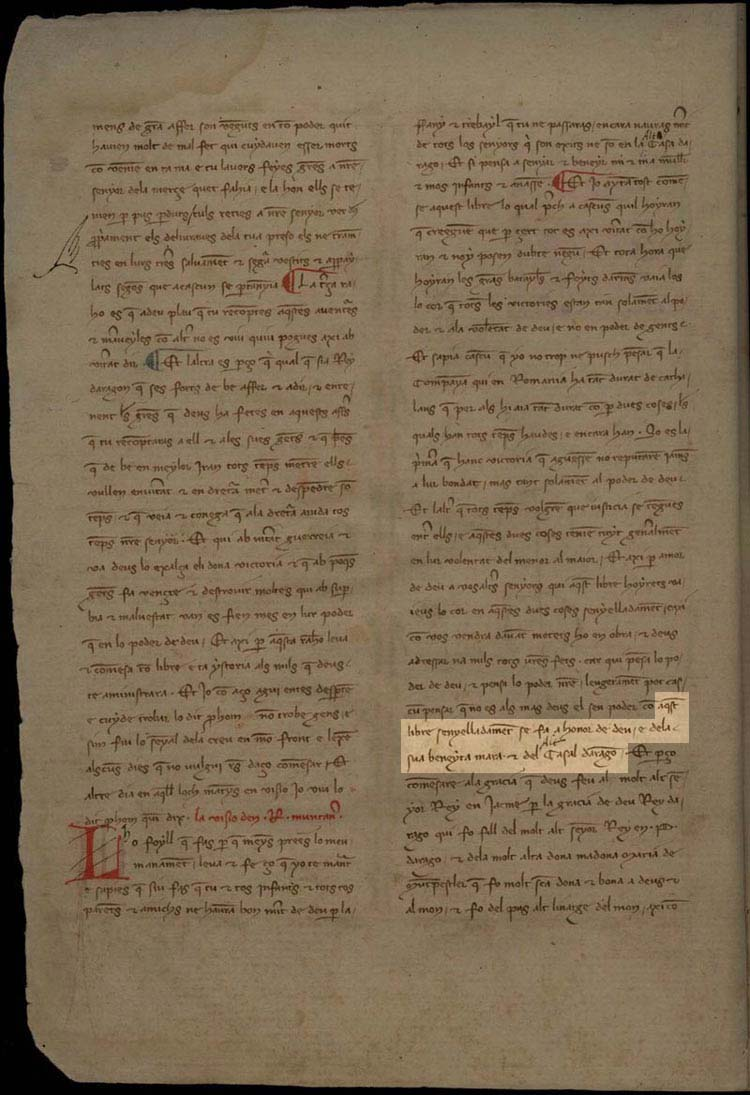
"aquest libre senyelladament se fa a honor de Déu e de la sua beneyta Mare e del Casal d'Arago"
Crònica de Ramon Muntaner
(Còdex del 1342, Ms. 1803),
Biblioteca Nacional de España, Madrid

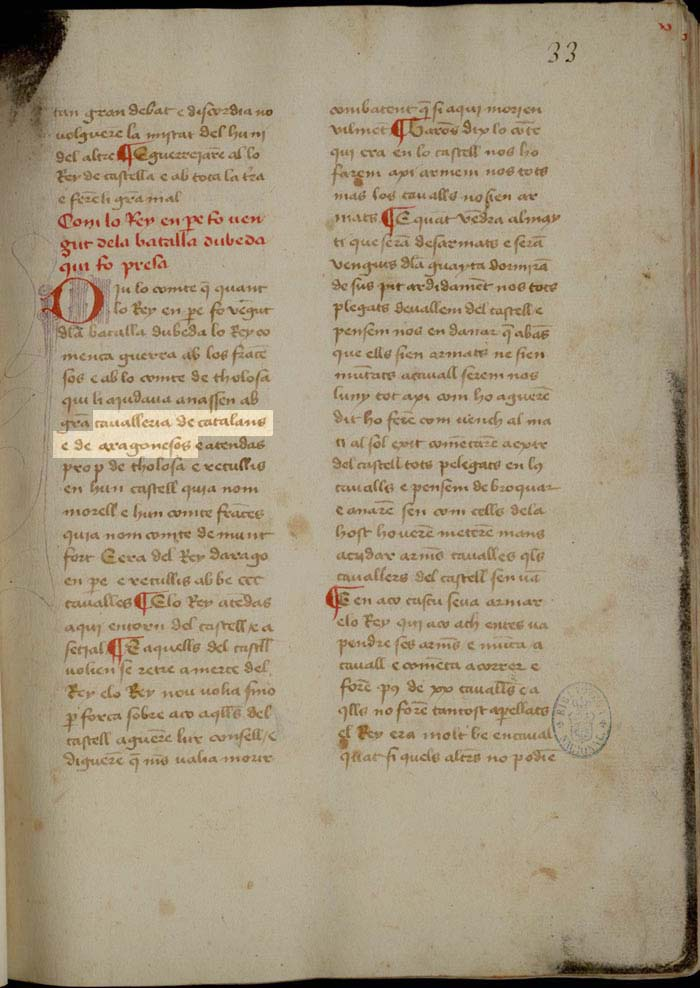
"catalans i aragonesos"
Crònica de Bernat Desclot
(Còdex del 1350-1400, Ms. 647),
Biblioteca Nacional de España, Madrid

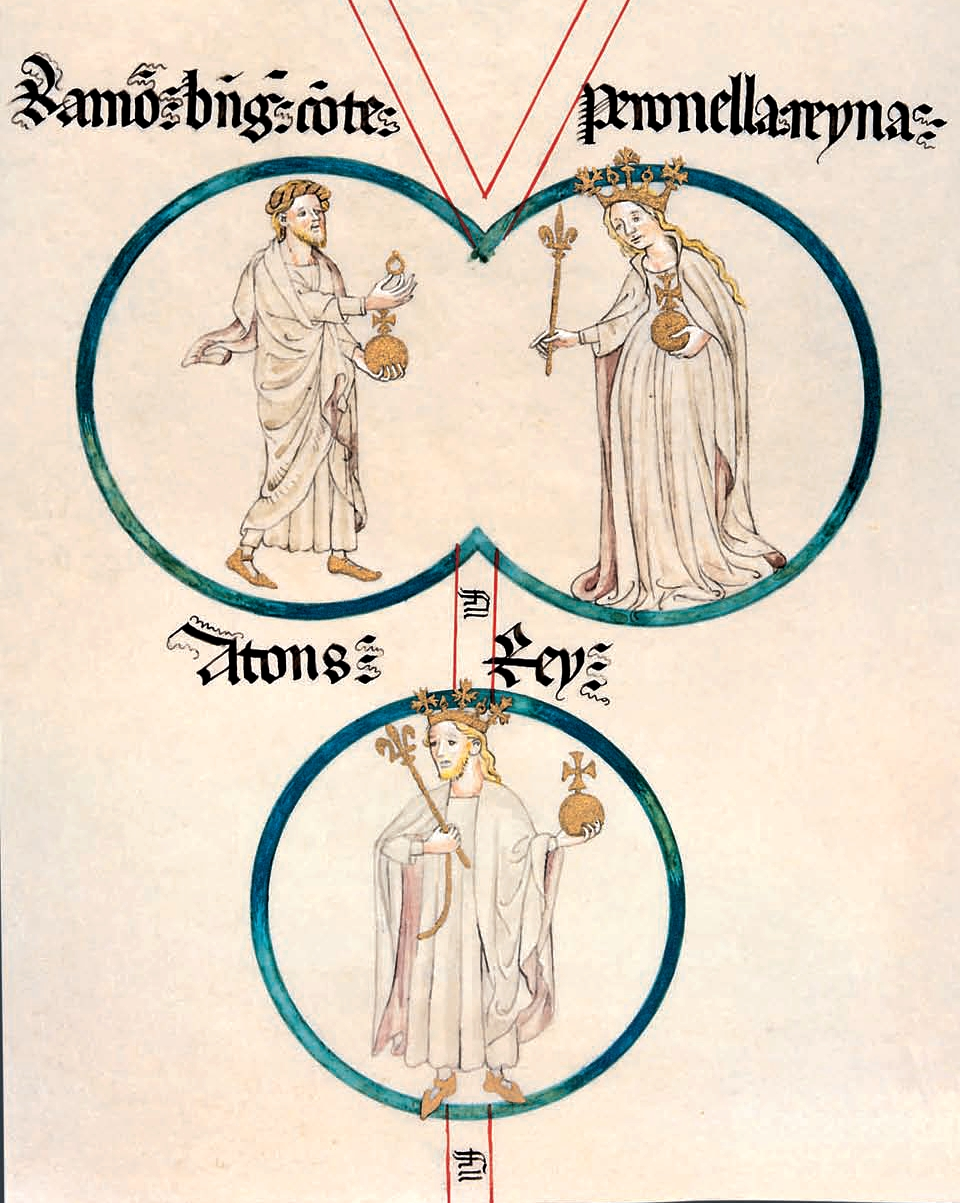
La doble ascendència dels reis del Casal d'Aragó, a la Genealogia del Casal d'Aragó (Poblet, 1400)

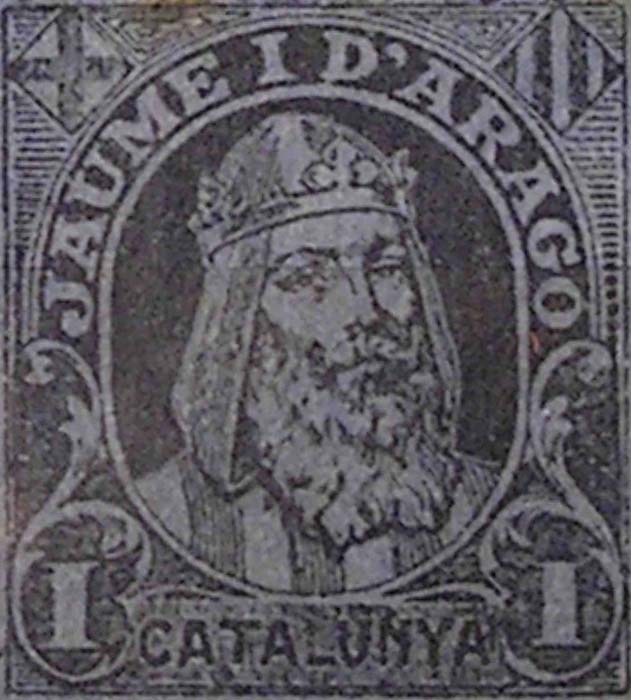
Jaume I d'Aragó en un segell catalanista (-)

L'adveniment de la casa comtal de Barcelona a la casa reial d'Aragó suposà que els comtes de Barcelona adoptaren el cognom Aragó com a propi, de manera que la casa reial també esdevingué el casal d'Aragó: títol i cognom eren el mateix, tal com afirmà el rei en Pere IV d'Aragó el Cerimoniós (que signava Pere terç) en les Ordinacions fetes per lo Senyor en Pere terç rey dArago: «regne Darago lo qual regne es títol e nom nostre principal». L'adopció del títol del regne principal com a cognom del casal no obstà, però, perquè el culte al llinatge, a la sang dels comtes de Barcelona es mantingués tal com precisament el mateix rei en Pere IV d'Aragó recordà quan ordenà el trasllat sepulcral de les restes de «l'excel·lentíssim i virtuosíssim príncep i senyor Ramon Berenguer vulgarment anomenat Cap d'Estopa, antiquíssim comte de Barcelona de l'estirp de la qual Nós per la Gràcia de Déu som descendent per ordre directe».
No és estrany doncs, que les gestes del casal d'Aragó i dels reis d'Aragó de l'alt linyatge dels comtes de Barcelona fossin glorificades pels cronistes i militars catalans, i que ensems els testimonis directes sobre la denominació casal d'Aragó siguin, justament, en llengua catalana. Així Bernat Desclot començà la seva crònica dient: «Assí comensa lo libre qu·En Bernat Desclot dictà e escriví dels grans feyts e de les conquestes que feeren sobre saraÿns e sobre altres gens los nobles reys que hac en Aragó qui foren del alt linyatge del comte de Barcelona»; o el mateix Ramon Muntaner, que al pròleg de la seva crònica assenyala: «aquest libre senyelladament se fa a honor de Déu e dela sua beneyta Mare e del casal d'Arago».
Però si el llinatge dels comtes de Barcelona adoptà el nom de casal de d'Aragó, és precisament pel fet d'empeltar-se amb els reis aragonesos de la dinastia Ximena, raó per la qual tant en les cròniques com en les genealogies fetes pels reis del casal d'Aragó, aquests mai no s'estaran de reivindicar la seva doble ascendència: aragonesa d'una banda, i catalana de l'altra. D'aquesta manera en les constitucions i confirmacions de privilegis de les Corts de Tortosa de 1225, el rei en Jaume I d'Aragó es referí als comtes catalans com a parentum nostrorum sequentes vestigia, i el mateix rei en Jaume I en confirmació dels furs i privilegis de Saragossa del 1233 es referí als reis aragonesos com antecessorum nostrorum sequentes vestigia I aquesta reivindicació de la seva doble ascendència es perllongà fins al temps del rei en Martí I d'Aragó, qui encarregà la confecció de la Genealogia del Casal d'Aragó (Poblet, 1400) com a regal pel seu fill l'infant Martí d'Aragó, i on es recopilen les efígies detallades de la seva doble ascendència: la dels reis aragonesos i la dels comtes catalans.

## Historiografia

### Ferran Soldevila
Des d'una visió patriòtica catalana del segle xx, l'historiador Ferran Soldevila recriminà que al segle xii el comte català Ramon Berenguer IV de Barcelona no hagués convertit els seus dominis en el reialme de Catalunya: «hauria estat un acte de provident patriotisme per part de Ramon Berenguer IV que, precisament perquè els seus antecessors no ho havien fet, hagués batejat o fet batejar amb el nom de reialme els seus dominis catalans»; d'aquesta manera el seu fill Alfons «en lloc de titular-se rei d'Aragó i comte de Barcelona, s'hauria titulat rei de Catalunya i rei d'Aragó». Per a Ferran Soldevila no era només una qüestió de nom, sinó també de renom, perquè segons la visió de Soldevila, les conseqüències foren que el nom de Catalunya va desaparèixer sota el nom «d'Aragó, que va poder designar, per extensió i natural desig d'abreujament, tot el conjunt dels estats catalano-aragonesos». Finalitzava l'historiador Ferran Soldevila recordant que «el casal de Barcelona fou designat, àdhuc pels catalans mateixos, amb el nom de casal d'Aragó. El crit “Aragó, Aragó!” va esdevenir aviat el crit de guerra de tots els súbdits d'aquell casal».
Ferran Soldevila justificà la seva recriminació pel context d'enfrontament, no amb Aragó ni amb els aragonesos, sinó amb els historiadors espanyols i la «seva dèria de rebaixament i d'ocultació de la nostra grandesa passada», de manera que «la nostra pàtria es veia despullada de tot patrimoni. Es parlava d'expansió marítima d'Aragó, de marina aragonesa». Ferran Soldevila va denunciar que l'omissió sistemàtica de la catalanitat de la Corona d'Aragó per part dels historiadors espanyols era una «injustícia històrica», i que l'esforç dels historiadors catalans «era necessari per a modificar les denominacions històriques catalanes de Corona d'Aragó, rei d'Aragó i casal d'Aragó», i adoptar-ne de noves a fi d'evitar «el confusionisme acientífic, els errors, i fins les aberracions que han estat escrits a causa d'aquestes denominacions».

### Jaume Vicens Vives
L'historiador català Jaume Vicens Vives, en publicar Notícia de Catalunya el 1954, reivindicà la catalanitat de la Corona d'Aragó, citant que «una de les construccions més reeixides de la política catalana: la Corona d'Aragó» i alhora criticà l'alteració de les denominacions catalanes històriques per la nova nomenclatura Corona Catalano-aragonesa, comte-rei i casal de Barcelona, qualificant aquestes noves denominacions d'infantilisme verbal: «Des de mitjans del segle xix ens ha molestat que els comtes de Barcelona fossin coneguts arreu sota el nom de reis d'Aragó; que els nostres besavis guerrers i marxants transcendissin a les planes de la història estrangera batejats com a aragonesos; que en parlar de nostra expansió mediterrània s'emprés el qualificatiu d'aragonesos. Hem acudit als procediments més refinats per evitar aquest confusionisme: hem parlat de Confederació catalano-aragonesa, de reis de Catalunya-Aragó, de comtes-reis, de monarques amb una, dues, o tres numeracions. Al meu judici, aquest infantilisme verbal no sols en han perjudicat, i ha molestat innecessàriament els aragonesos —que també hi eren—, sinó que ha creat un perillós confusionisme en el nostre esperit públic, ja que hem posat a la picota una de les més fecundes solucions del nostre intervencionisme en el complex món hispànic».
Finalment Jaume Vicens Vives afirmava que no hi ha lloc per a recriminacions, sinó tot el contrari, per a les vindicacions: «Creiem, doncs, que no és pas possible de dicutir l'encert de la Catalunya medieval en acceptar una investidura aliena per als seus prínceps i en defensar a tort i a dret la unió sorgida del matrimoni de Ramon Berenguer IV», i acabava sentenciant que «l'Estat bastit damunt d'aquella circumstància fou una mostra excel·lent de la nostra manera d'entendre el món, un artifici meravellós, que permeté amplíssimes satisfaccions particulars, bo i augmentant la puixança del conjunt. Dos pobles de mentalitat distinta, de costums ben diversos, de tarannà i parles diferents, pogueren realitzar una tasca única, generalment en la millor harmonia. Ni els aragonesos ni els catalans no hem guardat mal record de la nostra experiència col·lectiva. Aquest és el millor dels elogis que podem atribuir a la nostra concepció política medieval. Imperi i llibertat —imperi en l'obra col·lectiva; llibertat en els afers interns, socials i individuals— es desenvolupen arra de la unió catalano-aragonesa».

## Branques reials

### Majors
- Casa reial de Mallorca, nascuda el 1276 pel testament de Jaume I d'Aragó.
- Casa reial de Sicília, nascuda el 1295 per l'entronització de l'infant Frederic d'Aragó.
- Casa reial de Nàpols, nascuda el 1458 pel testament d'Alfons V d'Aragó.

| Branca                 | Casa Reial         | Llinatge                                                                                    | Regnat                                                                                      | ...............Sobirà...............                                                        |
| ---------------------- | ------------------ | ------------------------------------------------------------------------------------------- | ------------------------------------------------------------------------------------------- | ------------------------------------------------------------------------------------------- |
|                        | 1276               | Pel Testament de Jaume I d'Aragó, neix la Casa Reial de Mallorca                            | Pel Testament de Jaume I d'Aragó, neix la Casa Reial de Mallorca                            | Pel Testament de Jaume I d'Aragó, neix la Casa Reial de Mallorca                            |
| Casa Reial de Mallorca | Casa Reial d'Aragó | Llinatge de Barcelona                                                                       |                                                                                             |                                                                                             |
| Casa Reial de Mallorca | Casa Reial d'Aragó | Llinatge de Barcelona                                                                       | 1276 1313                                                                                   | Jaume II de Mallorca                                                                        |
| Casa Reial de Mallorca | Casa Reial d'Aragó | Llinatge de Barcelona                                                                       | 1313 1324                                                                                   | Sanç I de Mallorca, el Pacífic                                                              |
| Casa Reial de Mallorca | Casa Reial d'Aragó | Llinatge de Barcelona                                                                       | 1324 1343                                                                                   | Jaume III de Mallorca, el Temerari                                                          |
| Casa Reial de Mallorca | Casa Reial d'Aragó | Llinatge de Barcelona                                                                       | Jaume IV de Mallorca, el Pretendent                                                         |                                                                                             |
|                        | 1343               | El rei Pere IV d'Aragó "el Cerimoniós" reannexiona el Regne de Mallorca a la Corona d'Aragó | El rei Pere IV d'Aragó "el Cerimoniós" reannexiona el Regne de Mallorca a la Corona d'Aragó | El rei Pere IV d'Aragó "el Cerimoniós" reannexiona el Regne de Mallorca a la Corona d'Aragó |
|                        | 1295               | Durant les Vespres Sicilianes, l'infant Frederic d'Aragó és nomenat Rei de Sicília          | Durant les Vespres Sicilianes, l'infant Frederic d'Aragó és nomenat Rei de Sicília          | Durant les Vespres Sicilianes, l'infant Frederic d'Aragó és nomenat Rei de Sicília          |
| Casa Reial de Sicília  | Casa Reial d'Aragó | Llinatge de Barcelona                                                                       |                                                                                             |                                                                                             |
| Casa Reial de Sicília  | Casa Reial d'Aragó | Llinatge de Barcelona                                                                       | 1295 1337                                                                                   | Frederic II de Sicília                                                                      |
| Casa Reial de Sicília  | Casa Reial d'Aragó | Llinatge de Barcelona                                                                       | 1337 1342                                                                                   | Pere II de Sicília                                                                          |
| Casa Reial de Sicília  | Casa Reial d'Aragó | Llinatge de Barcelona                                                                       | 1342 1355                                                                                   | Lluís I de Sicília                                                                          |
| Casa Reial de Sicília  | Casa Reial d'Aragó | Llinatge de Barcelona                                                                       | 1355 1377                                                                                   | Frederic III de Sicília, el Senzill                                                         |
| Casa Reial de Sicília  | Casa Reial d'Aragó | Llinatge de Barcelona                                                                       | 1377 1401                                                                                   | Maria I de Sicília                                                                          |
| Casa Reial de Sicília  | Casa Reial d'Aragó | Llinatge de Barcelona                                                                       | 1392 1409                                                                                   | Martí I de Sicília, el Jove                                                                 |
|                        | 1392               | L'Infant Martí d'Aragó es casa amb la reina Maria de Sicília i reconquereix el regne        | L'Infant Martí d'Aragó es casa amb la reina Maria de Sicília i reconquereix el regne        | L'Infant Martí d'Aragó es casa amb la reina Maria de Sicília i reconquereix el regne        |

### Menors
- Ducat de Girona, després Principat de Girona, erigit el 1351 per Pere IV d'Aragó el Cerimoniós
- Ducat de Montblanc, erigit el 1387 per Joan I d'Aragó el Caçador
- Ducat de Sogorb, erigit el 1459 per Joan II d'Aragó el Sense Fe, i concedit a l'infant Enric d'Aragó i Pimentel
- Ducat de Gandia, erigit el 1399 per Martí I d'Aragó l'Humà, i concedit l'infant Alfons d'Aragó i Foix
- Comtat de Cerdanya, concedit el 1168 per Ramon Berenguer IV de Barcelona el Sant, a l'infant Sanç de Barcelona i d'Aragó
- Comtat de Cervera, establert el 1353 per Pere IV d'Aragó el Cerimoniós
- Comtat de Ribagorça, concedit el 1322 per Jaume II d'Aragó el Just, a l'infant Pere d'Aragó i d'Anjou
- Comtat d'Urgell, concedit el 1324 per Jaume II d'Aragó el Just, a l'infant Jaume d'Aragó i d'Entença
- Comtat de Prades, concedit el 1328 per Alfons IV d'Aragó el Benigne, a l'infant Ramon Berenguer d'Aragó i Anjou
- Baronia de Castre, concedit el 1250 per Jaume I d'Aragó el Conqueridor, al fill il·legítim Ferran Sanxis de Castre
- Baronia d'Ayerbe, concedit el 1259 per Jaume I d'Aragó el Conqueridor, al fill il·legítim Pere d'Ayerbe
- Baronia d'Híxar, concedit per Jaume I d'Aragó el Conqueridor, al fill il·legítim Pere Ferrandis d'Híxar
- Baronia de Xèrica, concedit per Jaume I d'Aragó el Conqueridor, al fill il·legítim Jaume Pérez de Xèrica

| Comtat de Cerdanya | Comtat d'Urgell | Comtat de Prades | Comtat d'Empúries |
| ------------------ | --------------- | ---------------- | ----------------- |
| Comtat de Cerdanya | Comtat d'Urgell | Comtat de Prades | Comtat d'Empúries |

## L'exaltació del casal d'Aragó

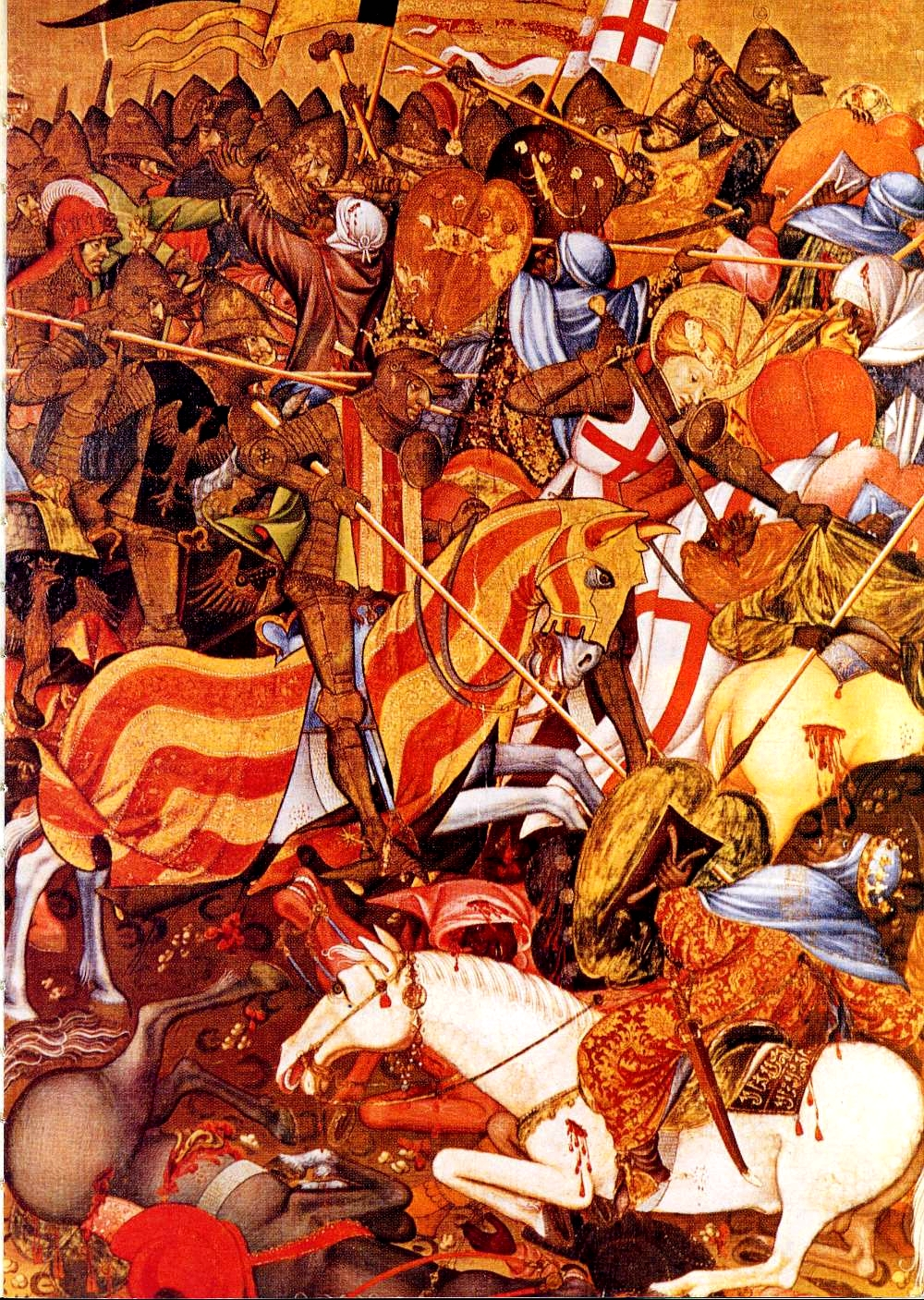
Jaume I d'Aragó i sant Jordi, lluitant en la batalla del Puig de Santa Maria

El casal d'Aragó forjà les seves pròpies llegendes per enaltir l'origen dels seus avantpassats, de la mateixa manera que els Capets remuntaven els seus orígens als mítics reis de Troya, o els reis anglesos es feien descendents del llegendari rei Artur; d'entre aquestes destaca la Llegenda de Guifré el Pilós, que en legitimava la potestas (poder) fent-lo receptor de la infeudació feudal del comtat Barcelona per part de la dinastia carolíngia. Així mateix, les quatre grans cròniques catalanes es caracteritzaran per enaltir les gestes i la memòria del casal d'Aragó, configurant-se com els «evangelis laics» de la dinastia. Àdhuc, en un nivell de major exaltació, els símbols de la monarquia es remeten al sentit messiànic i providencial que envolta a l'alt casal d'Aragó, i que enforteix l'autoritat dels reis d'Aragó devers els seus enemics i els seus súbdits. El culte a sants patrons protectors del Casal (com ara sant Jordi) i la possessió de relíquies sagrades, així com els místics cerimonials que envoltaven el seu culte, forjaren una aura sacra al voltant del casal d'Aragó, que legitimava el seu missatge de dinastia escollida per la providència divina.
Serà la potent figura del rei Pere IV d'Aragó el Cerimoniós (que signava Pere terç), la que amb decisió conferirà un rigorós sentit dinàstic a les seves empreses artístiques. El rei patrocinarà la construcció de grans edificis civils i religiosos en els seus dominis amb la voluntat de reforçar la unitat i la continuïtat del llinatge; d'entre aquestes, destaca el pateó reial del reial monestir de Santa Maria de Poblet, destinat a partir d'aleshores a convertir-se en receptacle sacre que custodiés les despulles dels reis difunts del casal d'Aragó. Aquest culte al llinatge es manifestà des del 1340, amb voluntat manifesta del Cerimoniós per tal d'embellir la sala principal del Palau Reial Major de Barcelona, el del Tinell, amb les imatges dels seus avantpassats. Així mateix, un dels principals atributs de la reialesa, l'Espasa de les coronacions dels reis d'Aragó, era enfundada en una vaina on l'orfebre Pere Bernés hi havia de forjar amb riques plaques d'esmalt les efígies dels avantpassats del llinatge del sobirà, els onze comtes de Barcelona i els vuit reis d'Aragó i comtes de Barcelona, inclosa la seva pròpia imatge.
Pere IV d'Aragó el Cerimoniós també s'empararà de la literatura per enaltir el sentit messiànic i providencial del casal d'Aragó, voluntat manifestada en el pròleg de la seva pròpia crònica, l'anomenada Crònica de Pere el Cerimoniós. Així mateix, encarregarà la redacció de les Cròniques dels reis d'Aragó e comtes de Barcelona, on es recull la història i les tradicions de la doble ascendència, i on els fets històrics i les llegendes que legitimen la protecció divina del casal d'Aragó es refonen en un corpus únic bellament i luxosament enriquit. Seguint aquesta mateixa voluntat, amb les Ordinacions fetes per lo Senyor en Pere terç rey dArago no tan sols es reorganitzarà la Casa i Cort reials, sinó que sobretot es fixaran el cerimonial i codi d'exaltació simbòlica del poder monàrquic del casal d'Aragó.